# Kalken
Kalken is een dorp in de Belgische provincie Oost-Vlaanderen en een deelgemeente van Laarne, het was een zelfstandige gemeente tot aan de gemeentelijke herindeling van 1977.

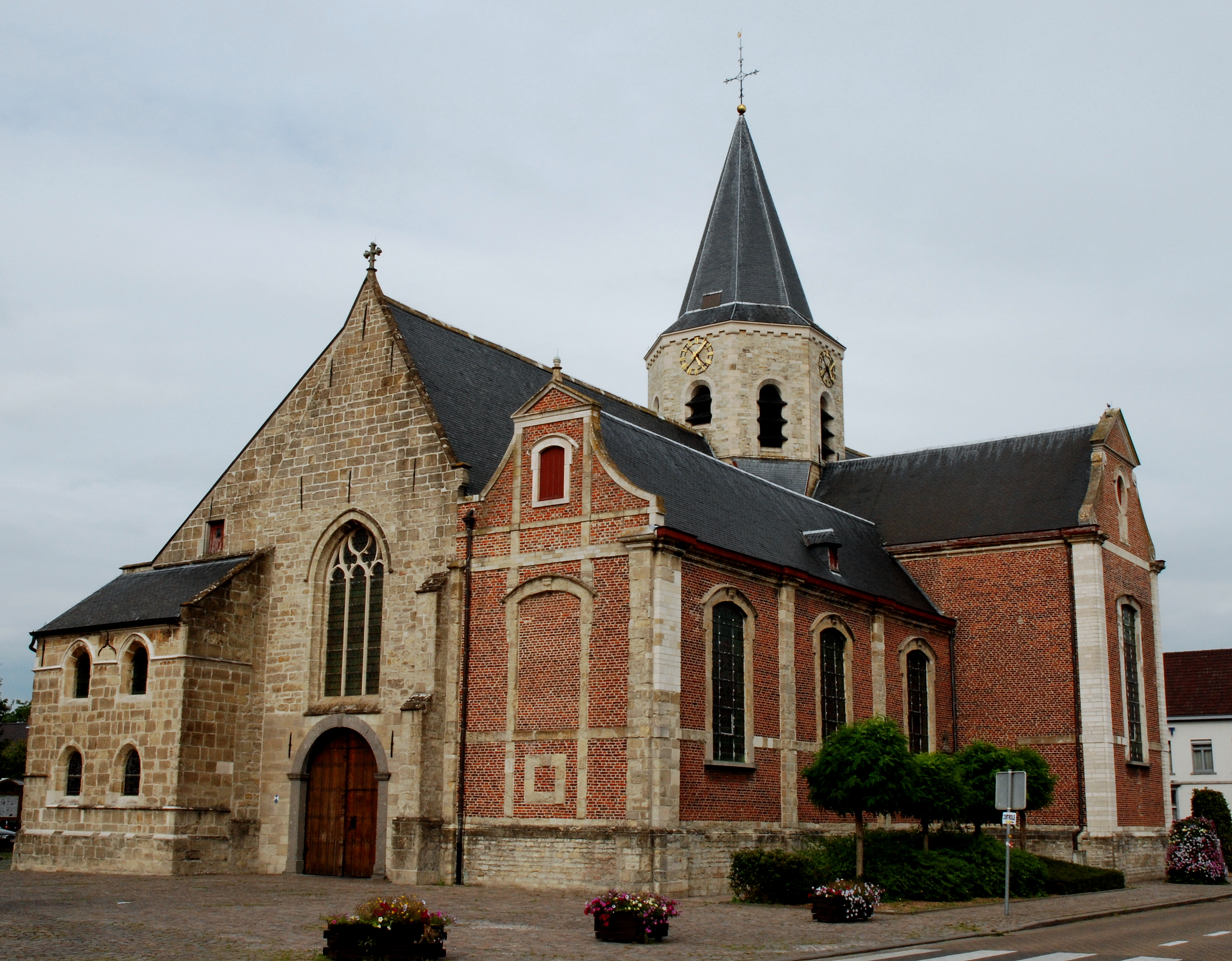
De Sint-Denijskerk te Kalken

## Geschiedenis
Oude vermeldingen van de plaats gaan terug tot 1170 en 1213 als Calkine. Later vindt men de vormen Kalkine, Calckene, Kalkene, Calcken en vanaf 1937 ten slotte Kalken. Volgens Maurits Gysseling vindt de benaming Kalken zijn oorsprong in het woord Kalekiniom, wat samenhangt met de persoonsnaam Kalekinios en betekent dus zoveel als "de plaats waar Kalekinios woont".
De parochie ende heerlijkheid van Kalken hoorde tot 1228 toe aan de heren van Dendermonde. Via de heren van Zottegem en de heren van Massemen verkreeg het stamhuis van de Vilains in de vijftiende eeuw door aanhuwelijking de heerlijkheid en behield ze die tot aan het einde van het ancien régime.
Kalken vormde samen met Zele, Hamme, Berlare, Overmere, Uitbergen, Laarne, Grembergen, Moerzeke, St-Gillis-Zwijveke-Denderbelle, Baasrode, Lebbeke, Opwijk, Wetteren en Schellebelle het Land van Dendermonde. Die dorpen stonden onder het gezag van het Leenhof van Dendermonde en van haar Hoofdschepenbank, de schakel tussen het dorpsbestuur en de overheid van het land.
Het Kalkense bestuur diende in eerste instantie verantwoording af te leggen aan enerzijds de heer van de heerlijkheid van Kalken en anderzijds aan de Hoofdschepenbank van Dendermonde. De relatie Hoofdschepenbank - plaatselijke schepenbank was vooral van contributionele aard.
Kalken omvatte de heerlijkheid Kalken, het laatschap van Nonnenbos (Nieuwenbos, ten noorden van Kalken op de wijk Beervelde) en de heerlijkheid van de Nieuwe Gaver (in het noordwesten van Kalken). Raveschoot, dat bestuurlijk en rechterlijk afhing van Wetteren voor de periode 1228-1806, werd omgeven door Kalken.
In 1921 werd 410 hectare van het grondgebied afgestaan om deel uit te maken van een nieuw gevormde gemeente Beervelde. In 1977 fuseerde Kalken met Laarne.

### Kalken en de Tweede Wereldoorlog
Op 24 december 1944, op kerstavond, viel een V-1 aan de Menneweg te Kalken. Hierbij verloren twee jongens, Roger Hoogewys (13) en Adolf Vereecken (8), het leven. Naast gewonden was er heel wat schade aan huizen en een fabriek. Bij graafwerken in 2014 werden resten van de vliegende bom gevonden. Ze werden verwerkt in een monument om de herinnering aan die dag levendig te houden.

## Demografische ontwikkeling
- Bronnen:NIS, Opm:1831 tot en met 1970=volkstellingen; 1976 = inwoneraantal op 31 december

## Bezienswaardigheden
- Het Kasteel Ter Weiden
- De Kruisenmolen
- De Sint-Denijskerk

## Politiek
Burgemeesters van Kalken waren:
- ca. 1838: Francis De Weirt
- ? - 1860: Joseph Matthys
- 1860 - 1872: Adolf De Weirt
- 1872 - 1895: Adolf Tibbaut
- 1896 - 1904: Eugene Terneu
- 1904 - ?: Jules Tibbaut

## Natuur

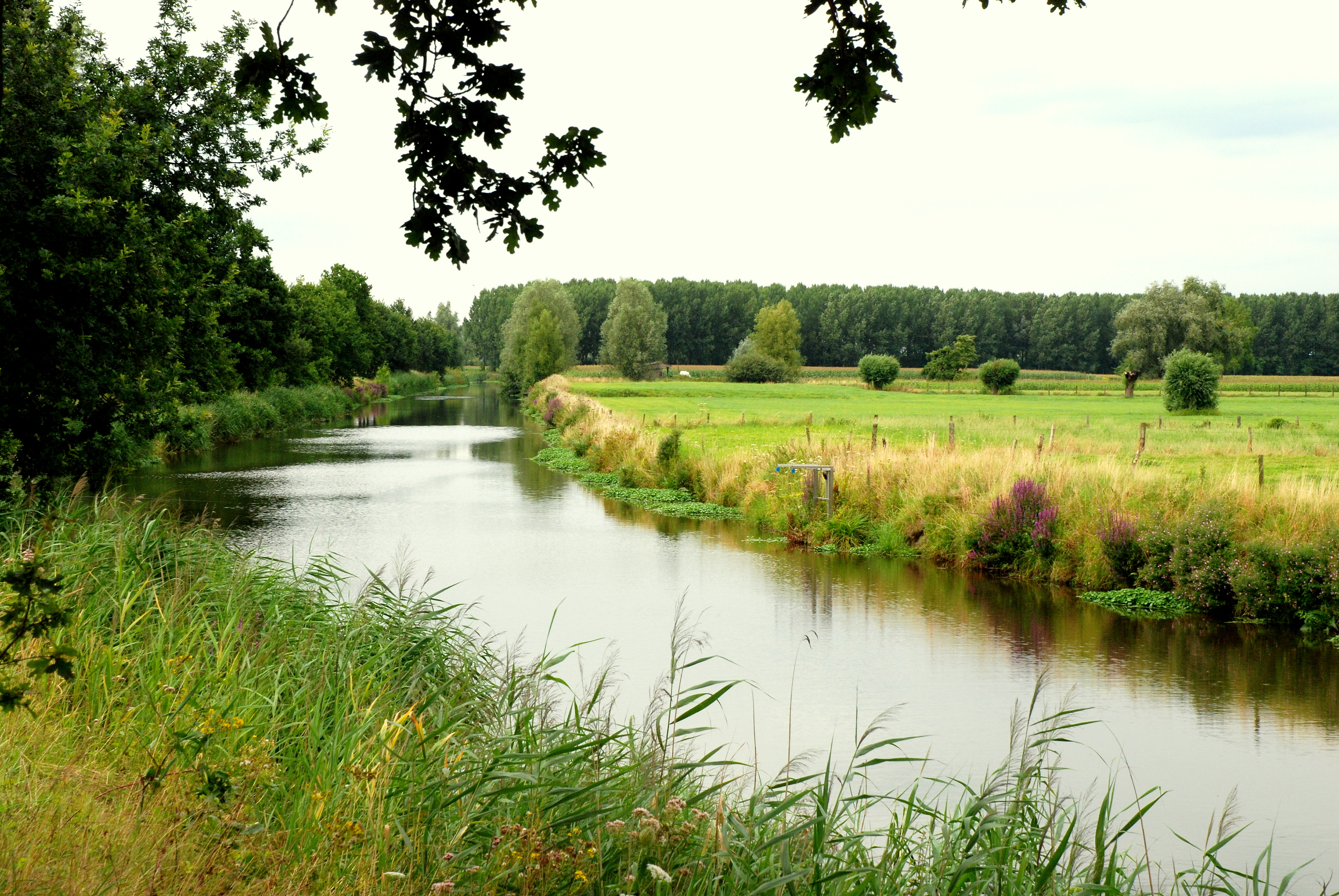
De Kalkenvaart in de Kalkense Meersen

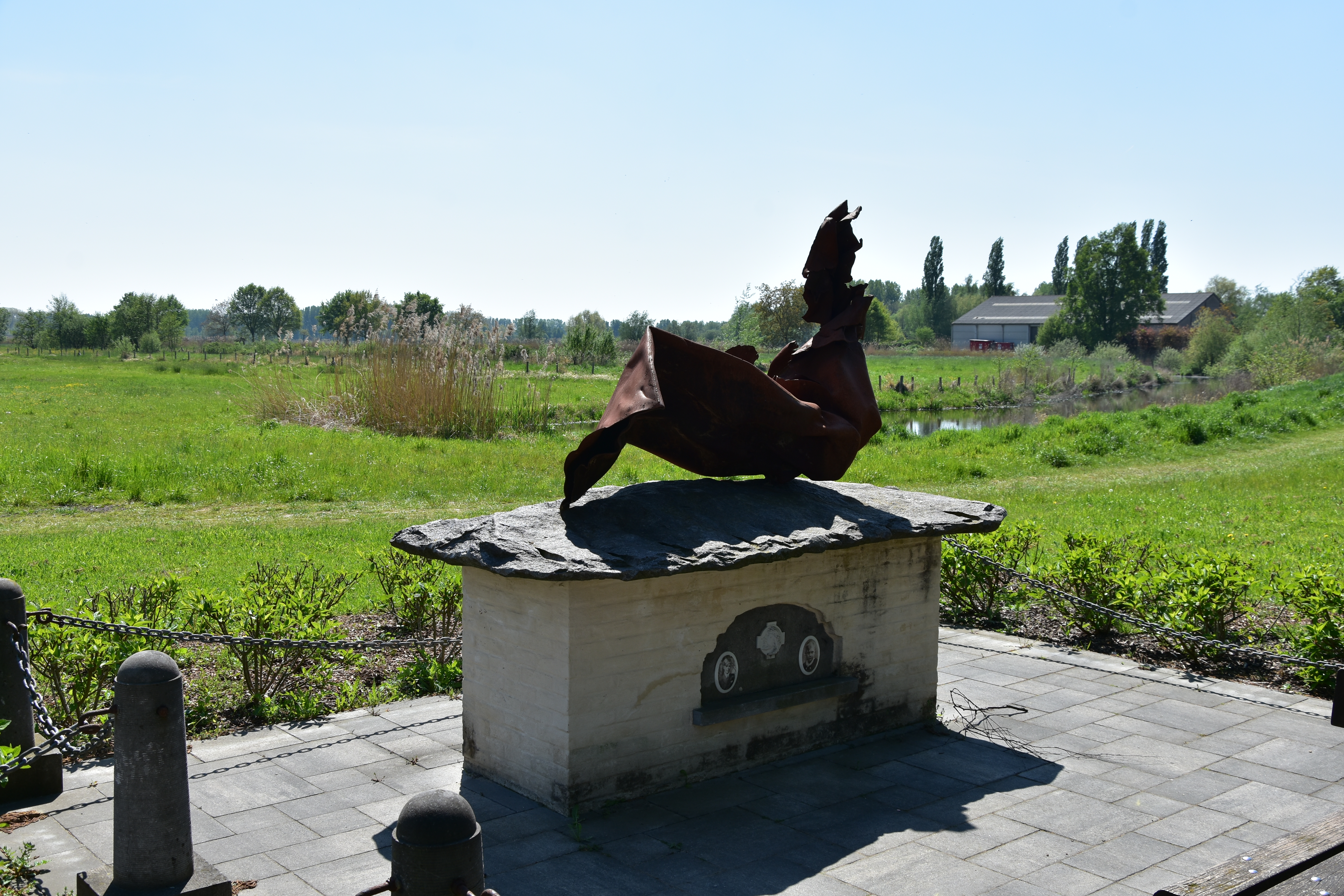
Het V-1 monument aan de Menneweg

Tussen de dorpskernen van Kalken, Overmere, Uitbergen, Schellebelle en Wetteren ligt een 800 ha groot meersengebied langs de Schelde, de Kalkense Meersen.
Tussen die graslanden liggen zandige duinen waarop akkerbouw voorkomt. Natuurpunt ontwikkelt hier een reservaatproject, opdat door een gunstig natuurbeheer de soortenrijke graslanden en zeldzame broedvogels zich kunnen handhaven. De meest opvallende broedvogel is hier de grutto. Zijn schelle roep is tijdens een voorjaarswandeling zeker te horen.

## Economie
In 1894 opende Edouard Rassaert een weverij, die in 1899 onder meer door zijn weduwe, werd voortgezet. Vanaf 1903 bekend als Société Anonyme Tissage mecanique de Calcken. Tot in de jaren '60 van de 20e eeuw vonden nog enige uitbreidingen plaats, maar uiteindelijk werd deze fabriek gesloten.
In 1932 werd de weverij Tissage Vanham opgericht, oorspronkelijk een katoenweverij en na de Tweede wereldoorlog een weverij voor kunstvezels. Ook deze weverij werd in 1975 gesloten.

## Evenementen
Kalken heeft twee gemeentekermissen: een naoogstkermis (Kalkenkermis, derde weekend van september) en een kermis die verwijst naar de patroonheilige van de parochie (Sint-Denijskermis, 9 oktober of eerste daaropvolgende zondag). Rond en naast die twee kermissen ontwikkelden zich wijkgebonden kermissen, waarvan de volgende nog ingericht worden: Molekenskermis (wijk De Kruisen), Eesveldekermis, Husseveldekermis, Vaardekenskermis en Fortunekermis (wijk Zomerstraat - Brugstraat).

## Cultuur
Kalken heeft een reuzenpaar, Stien en Lies. Deze figuren groeiden uit de humor van de Kalkenaars rond een echt gebeurd feit. In 1959 woonden in de Kruisenstraat Remi Verschraegen met zijn echtgenote Alice Middernacht. De ongehuwde zoon, Hendrik woonde bij hen in. De ouders zagen hun zoon graag getrouwd en enkele jonge mannen staken de koppen bijeen en overhaalden Hendrik om op kermismaandag van 1959 zijn verloofde Margrietje - een in een meisje verklede vriend - voor te stellen aan zijn ouders. De ouders, die werkelijk dachten een mooie oude dag tegemoet te gaan, liepen in de grap. Ter nagedachtenis werd een reuzenpaar aangekocht dat op 29 mei 1960 plechtig werd ontvangen op het gemeentehuis te Kalken. Ze werden genoemd naar de "slachtoffers" van de vrolijke anekdote.

## Sport
Voetbalclub KFC Hoger Op Kalken is aangesloten bij de KBVB en actief in de nationale en provinciale reeksen. De jongere club SK Kalken ging in 2007 samen met KFC Eendracht Laarne in fusieclub KVV Laarne-Kalken, die in Laarne verder speelde.
Volleybalclub Kalken is aangesloten bij Volley Vlaanderen en is een van de grootste niet-gefuseerd volleybalclubs van Oost-Vlaanderen.

## Nabijgelegen kernen
Overmere, Overschelde, Laarne, Beervelde, Zeveneken

## Trivia
- De bijnaam van de inwoners is unkerzakken, wat zou verwijzen naar het eten van pap met roggebrood.[3]